# Тарасовка (Гребёнковская городская община)
Тарасовка (укр. Тарасівка) — село, Гребёнковская городская община, Лубенский район, Полтавская область, Украина.
Код КОАТУУ — 5320886001. Население по переписи 2001 года составляло 1001 человек.

## Географическое положение
Село Тарасовка находится на берегу реки Слепород, выше по течению примыкает село Майорщина, ниже по течению на расстоянии в 1 км расположено село Сотницкое. Село вытянуто вдоль реки на 8 км. Через село проходит железная дорога, станция Тарасовка.

## История
- 1700 — основано как село Максимовка.
- Большая часть хуторов составляющих Тарасовку приписаны к Иоанно-Богословской церкви в Великой Круче[2][3].
- Село указано на подробной карте Российской империи и близлежащих заграничных владений 1816 года как Щербаковка[4].
- 1922 — переименовано в село Тарасовка.

## Экономика
- «Тера», ОАО.
- ЧП «Тарасовское».
- ФХ «Карат».

## Объекты социальной сферы
- Школа.
- Фельдшерско-акушерский пункт.
- Дом культуры.